# Quinto Sol

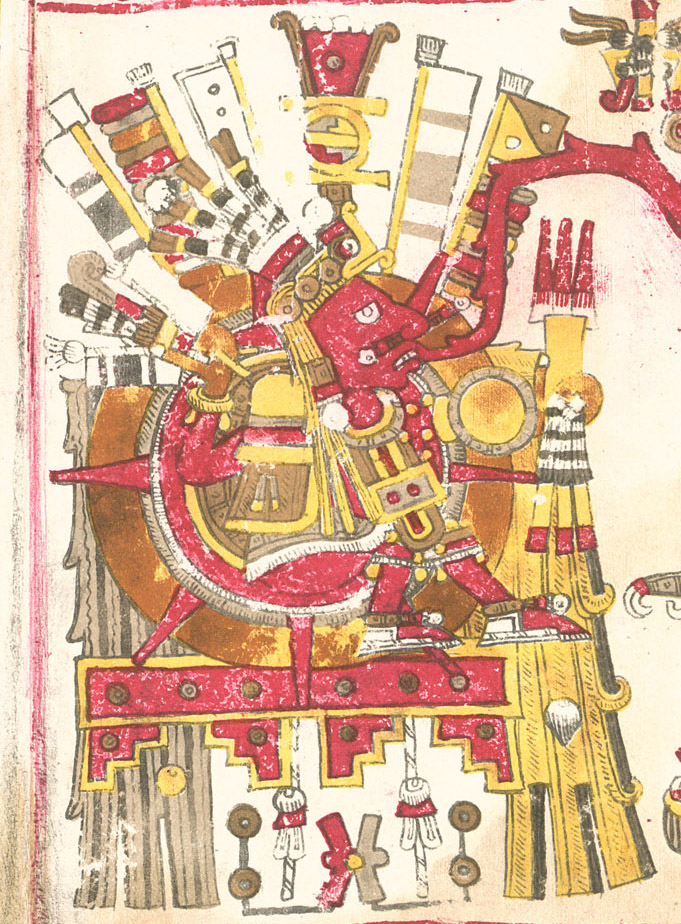
Tonatiuh, el dios del Quinto Sol, en la Lámina 71 del Códice Borgia.

Quinto Sol es un contexto mesoamericano que se refiere a la creación del 5.º mundo, ligado al dios Nanahuatzin, señor de las enfermedades de la piel, quien pasa a ser tonatiuh, el universo y la humanidad forma parte de la Cosmovisión mesoamericana, la cual habla de que la tierra ha pasado por cinco etapas o periodos diferentes desde su creación, regidas cada una por un sol. Por otra parte, en la mitología mexica el Quinto Sol fue creado por los dioses en la antigua ciudad de Teotihuacán, cuyo mito da explicación o justificación a ciertos fenómenos cosmológicos presentes en los pueblos prehispánicos.
- Necesidad lógica de una fundamentación universal.
- Temporalización del mundo en edades o ciclos.
- Idea de los elementos primordiales.

## Versiones

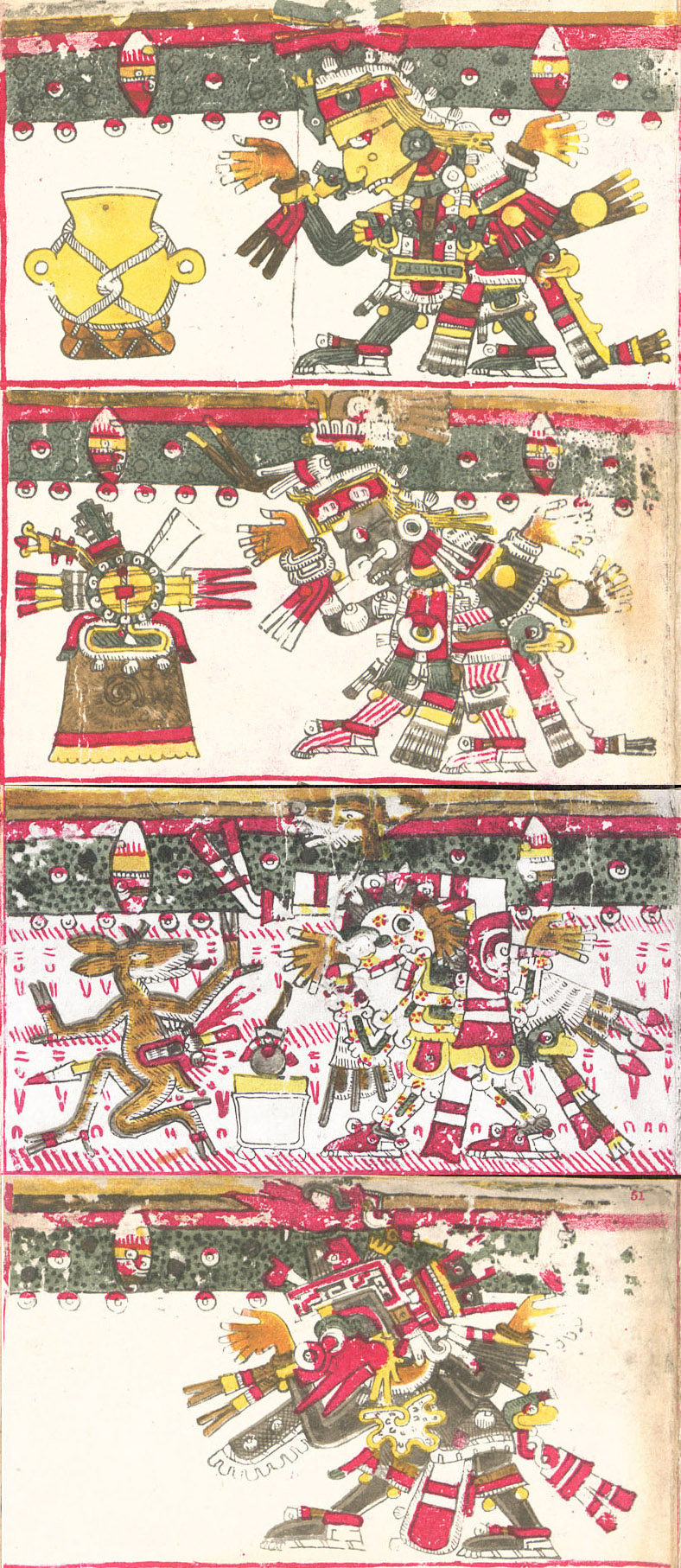
Los cuatro puntos cardinales o hemisferios en el Códice Borgia.

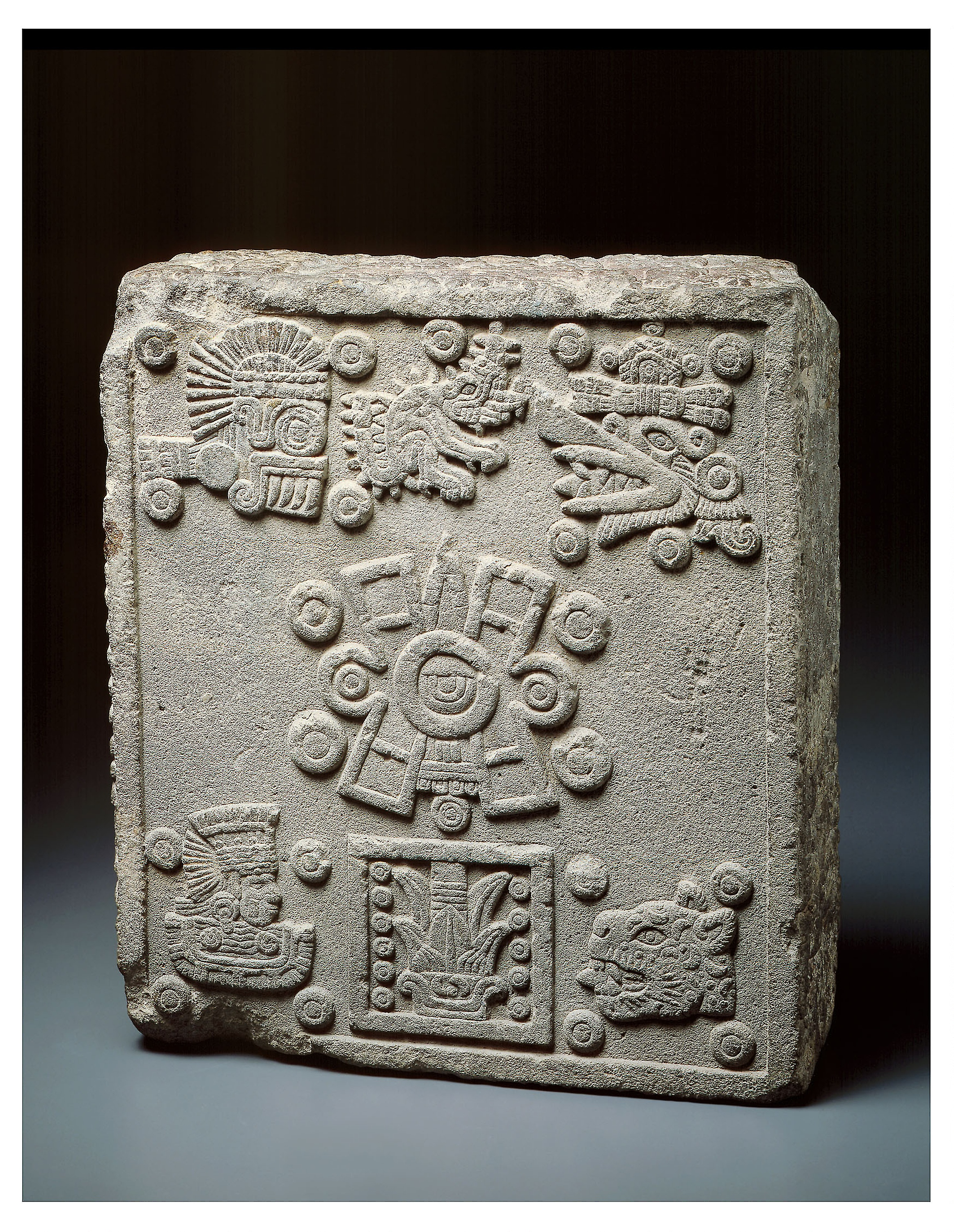
La piedra de los cinco soles tiene inscrito en las esquinas inscrito los cuatro primeros soles, en sentido sinistrorso, Nahui Ocelotl (Cuatro Jaguar) en la esquina inferior derecha, Nahui Ehecatl (Cuatro-Viento) en la esquina superior derecha, Nahui Quiahuitl (Cuarto Lluvia) en la esquina superior izquierda, Nahui Atl (Cuatro Agua) en la esquina inferior izquierda y el quinto sol Nahui Ollin (Cuatro-Movimiento) está representado en el centro.

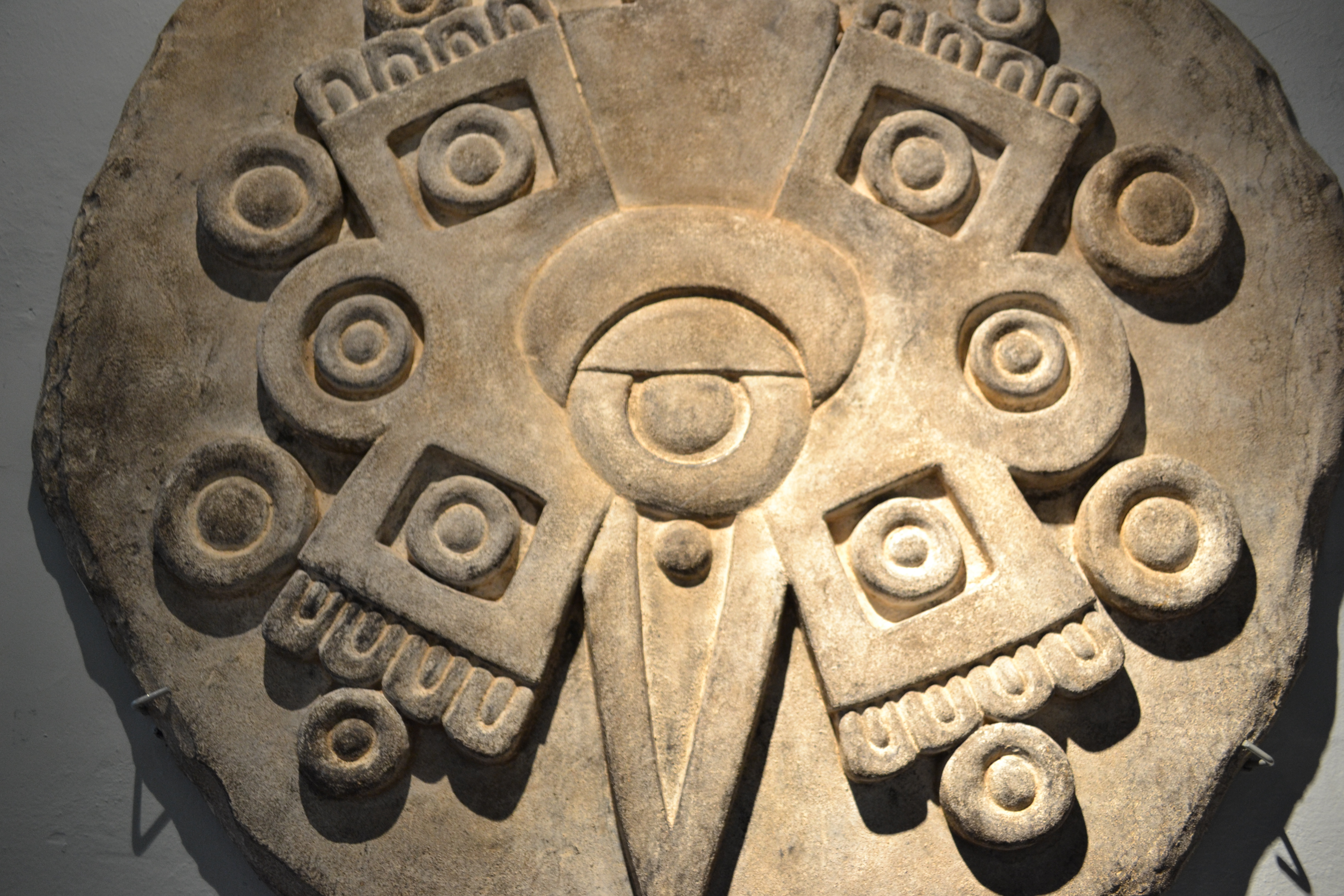
Glifo que representa al sol actual Nahui Ollin

- 1) En la Historia de los mexicanos por sus pinturas[1] Veintiséis años después de la creación de la Tierra, los dioses decidieron crear un nuevo sol. En el año 13-Ácatl en Teotihuacán, una asamblea de dioses se llevó a cabo ordenando ayunos y sacrificios, se preguntaron quién se haría cargo de iluminar el mundo.

Dos dioses se ofrecieron. Uno era soberbio, llamado Tecuciztécatl y el otro era humilde, llamado Nanahuatzin. Durante cuatro días alrededor de una hoguera ambos hicieron penitencia y realizaron sacrificios sobre los dos promontorios de las pirámides del Sol y de la Luna. Todo lo que Tecuciztécatl ofrecía era precioso. Mientras que Nanahuatzin ofreció cañas verdes, bolas de heno y espinas de maguey.
Cuatro días se mantuvo el fuego, a la medianoche del último día programado para la creación del nuevo Sol, ambos dioses se reunieron alrededor de una gran hoguera preparada para la próxima cremación de los dos dioses; la finalidad era transformarse en estrellas brillantes. El resto de los dioses pidieron a Tecuciztécatl arrojarse primero; él intentó lanzarse a la hoguera cuatro veces y en las cuatro se arrepintió. Entonces, como no era permitido realizar un quinto intento, los dioses le dijeron a Nanahuatzin que lo intentara, él inmediatamente cerró sus ojos, se arrojó valiente y decididamente al fuego. Tecuciztécatl al ver el valor de su compañero, se arrojó también.
Después de que ambos fueron consumidos por las llamas, los dioses se sentaron bajo el cielo enrojecido y esperaron el nacimiento del Sol. Los dioses no sabían en qué dirección saldría, sólo Quetzalcóatl y Tezcatlipoca, predijeron que Nanahuatzin convertido en Sol nacería por el oriente. Así fue, radiante y resplandeciente apareció en el oriente un imponente Sol.

El orden de los Soles es el siguiente:
1.- Sol de Tierra
2.- Sol de Viento
3.- Sol de Fuego
4.- Sol de Agua
- 2) La Histoyre du Mechique proporciona el siguiente orden:

1.- Sol de Agua
2.- Sol de Fuego
3.-. Sol de Tierra
4.-. Sol de Viento
- 3) Según Motolinía el orden de los Soles es el siguiente:

1.- Nahui Atl. Sol de Agua
2.- Nahui Océlotl Sol de Tierra [Jaguar]
3.- Nahui Quiahuitl. Sol de Lluvia [de fuego]
4.- Nahui Ehécatl. Sol de Viento
5.- Nahui Acatl
- 4) La Leyenda de los Soles es una de las fuentes más importantes, que aparece en el Códice Chimalpopoca y nos da el siguiente orden, además de duraciones:

1.- Sol 4 Jaguar duró 676 años.
2.- Sol 4 Viento. El tiempo en que estuvieron viviendo fue 364 años
3.- Sol 4 Lluvia. Ardió el Sol y con esto vivieron 312 años.
4.- Sol 4 Agua. El tiempo que duró fue de 676 años.
5.- Sol 4 Movimiento, éste es nuestro Sol, en el que vivimos ahora.
- 5) Según los Anales de Cuautitlán son los siguientes:

1. Atonatiuh (sol de agua), su signo es [9Nahui-Atl (4 agua). Le puso fin a un gran diluvio en que los hombres fueron metamorfoseados en peces.
2. Ocelotonatiuh (sol de tierra), su signo es Nahui-Ocelótl (4 jaguar). Durante este período, el cielo se desplomó, el sol no siguió caminando, se hizo de noche en pleno día y los jaguares vinieron a devorar a los hombres.
3. Quiauhtonatiuh (sol de fuego), su signo es Nahui-Quiahuitl (4 lluvia). En este período llovió fuego del cielo, de modo que se quemaron los hombres y surgieron las piedras volcánicas, la lava vesiculosa, tezontli, los grandes trozos y pequeños pedacitos de lava, tecihuitl, y las cenizas volcánicas, xaltec.
4. Ehecatonatiuh (sol de viento), su signo es Nahui-Echécatl (4 viento). Fueron destruidos por huracanes y los hombres se volvieron monos.
5. Concluidos los cuatro soles, períodos o razas, comenzó la presente raza en un año Ce-tochtli (1-conejo) y veintiséis años más tarde, en el año Mahtlactli Omeyi Acatl (13 Caña = 1063), nació el sol actual, representado en la Piedra Solar en forma de fecha de nacimiento: Mahtlactli Omeyi Acatl. Es el quinto sol que, según los Anales de Cuautitlán, lleva el nombre de Olintonatiuh, (sol de terremoto o movimiento), su signo es el día Nahui-Olin, (4 movimiento) indicado, por lo tanto, en la piedra del sol y en otras partes, en el centro de la imagen del Sol.

- 6) La versión incompleta en Historia de Tlaxcala de Diego Muñoz Camargo propone el siguiente orden para los Soles:

1.- Sol de Agua
2.- Sol de Viento
3.- Sol de Fuego
- 7) En la Sumaria Relación de Ixtlilxochitl el orden de los Soles queda así:

1.- Sol de Agua
2.- Sol de Viento
3.- Sol de Tierra
- 8) Ixtlilxochitl en Historia de la Nación Chichimeca da otra versión  más completa que la anterior.

1.- Sol de Agua
2.- Sol de Tierra
3.- Sol de Viento
4.- Sol de Fuego